# (5668) Foucault
(5668) Foucault – planetoida z pasa głównego asteroid okrążająca Słońce w ciągu 3,43 lat w średniej odległości 2,27 j.a. Odkrył ją 22 marca 1984 roku Antonín Mrkos w Obserwatorium Kleť. Nazwa planetoidy pochodzi od Jeana Bernarda Léona Foucaulta – francuskiego fizyka i astronoma (1819–1868).